# Axel Buchholz (Schauspieler)

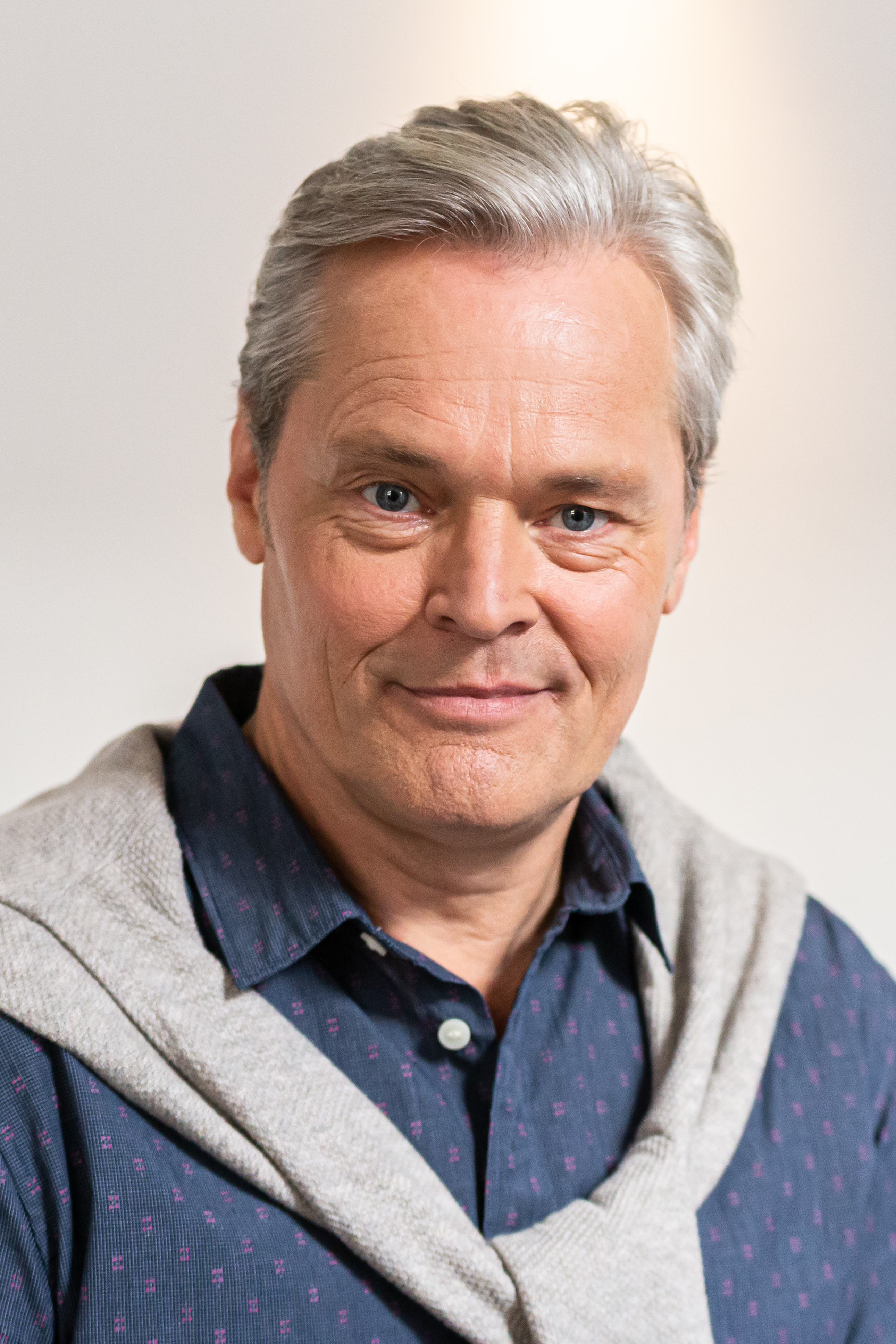
Axel Buchholz 2018

Axel Buchholz (* 1965 in Luckenwalde) ist ein deutscher Schauspieler.

## Leben
Von 1986 bis 1990 studierte Buchholz Schauspiel an der Hochschule für Film und Fernsehen „Konrad Wolf“ in Potsdam-Babelsberg. 1988 war er im Hans-Otto-Theater Potsdam engagiert, 1993 in Bonn und 1994 bis 1997 in der Eduard-von-Winterstein-Theater Annaberg-Buchholz. Seit 1998 spielt er regelmäßig an der Tribüne.
Daneben arbeitet er für Film und Fernsehen, unter anderem in den Fernsehserien Für alle Fälle Stefanie (Sat.1), Von Fall zu Fall und Küstenwache (ZDF). Des Weiteren war er von Sommer 2006 bis Winter 2008 Darsteller in der ARD-Serie Lindenstraße als Victor Wedekamp.
Vom 2. März 2009 bis zum 24. Februar 2010 war er in der Telenovela Alisa – Folge deinem Herzen als Karl Lenz zu sehen. Nach der Titeländerung auf Hanna – Folge deinem Herzen mit neuer Hauptdarstellerin ab Folge 241 war er in der Telenovela ab dem 25. Februar 2010 in derselben Rolle zu sehen, bis die Serie im September 2010 zu Ende ging. Weitere Rollen, vor allem in Fernsehproduktionen, folgten. 2016 war er in einer kleinen Rolle in A Cure for Wellness zu sehen.

## Filmografie (Auswahl)
- 1998: Stubbe – Von Fall zu Fall (Fernsehserie, 1 Folge)
- 1998–2000: Für alle Fälle Stefanie (Fernsehserie, 2 Folgen)
- 2000: Siebenstein (Fernsehserie, 1 Folge)
- 2000: Küstenwache (Fernsehserie, 1 Folge)
- 2003: Berlin – Eine Stadt sucht den Mörder
- 2003: Die Cleveren (Fernsehserie, 1 Folge)
- 2004: Kleinruppin forever
- 2004–2008: SOKO Wismar (Fernsehserie, 2 Folgen)
- 2005: Abschnitt 40 (Fernsehserie, 1 Folge)
- 2005: Alphateam – Die Lebensretter im OP (Fernsehserie, 1 Folge)
- 2005: Der letzte Zeuge (Fernsehserie, 1 Folge)
- 2006: Die Mauer – Berlin ’61
- 2006: Löwenzahn (Fernsehserie, 1 Folge)
- 2006: Rosa Roth (Fernsehserie, 1 Folge)
- 2006: Schloss Einstein (Fernsehserie, 1 Folge)
- 2006: Wolffs Revier (Fernsehserie, 1 Folge)
- 2006: Im Namen des Gesetzes (Fernsehserie, 1 Folge)
- 2006–2007: Lindenstraße (Fernsehserie, 10 Folgen)
- 2008: Meine wunderbare Familie (Fernsehserie, 1 Folge)
- 2008: Die Stein (Fernsehserie, 1 Folge)
- 2008: Unter uns (Fernsehserie, 1 Folge)
- 2008–2017: SOKO Leipzig
- 2009–2010: Alisa – Folge deinem Herzen (Fernsehserie, 24 Folgen)
- 2012: Heiter bis tödlich: Fuchs und Gans (Fernsehserie, 1 Folge)
- 2013: Der Kriminalist (Fernsehserie, 1 Folge)
- 2013/2021: Letzte Spur Berlin (Fernsehserie, 2 Folge)
- 2015: Block B – Unter Arrest (Fernsehserie, 1 Folge)
- 2015: Blochin (Fernsehserie, 1 Folge)
- 2015: Spreewaldkrimi – Die Sturmnacht
- 2016: Mitten in Deutschland: NSU (Dreiteiler)
- 2016: A Cure for Wellness
- 2017: In aller Freundschaft – Die jungen Ärzte (Fernsehserie, Folge Was wir geben)
- 2019: Rote Rosen (Fernsehserie, 200 Folgen)
- 2023: Tod am Rennsteig – Auge um Auge (Fernsehfilm)
- 2024: Blutige Anfänger (Fernsehserie, Folgen Blutlinie, Wut, Babyalarm, Angst)
- 2025: Gute Zeiten, schlechte Zeiten (Fernsehserie)